# وست استو
وست استو (به انگلیسی: West Stow) یک روستا و محله مدنی در بریتانیا است که در St Edmundsbury واقع شده‌است.